# Ablitas
Ablitas es una villa y un municipio de la Comunidad Foral de Navarra, situado en la merindad de Tudela, en la Ribera de Navarra y 104 km de la capital de la comunidad, Pamplona. Su población en 2024 era de 2669 habitantes (INE). Ostenta los títulos de "buena y leal villa". Obtiene el título de la UE de ser "villa ejemplar y bonita" desde 2014.

## Símbolos

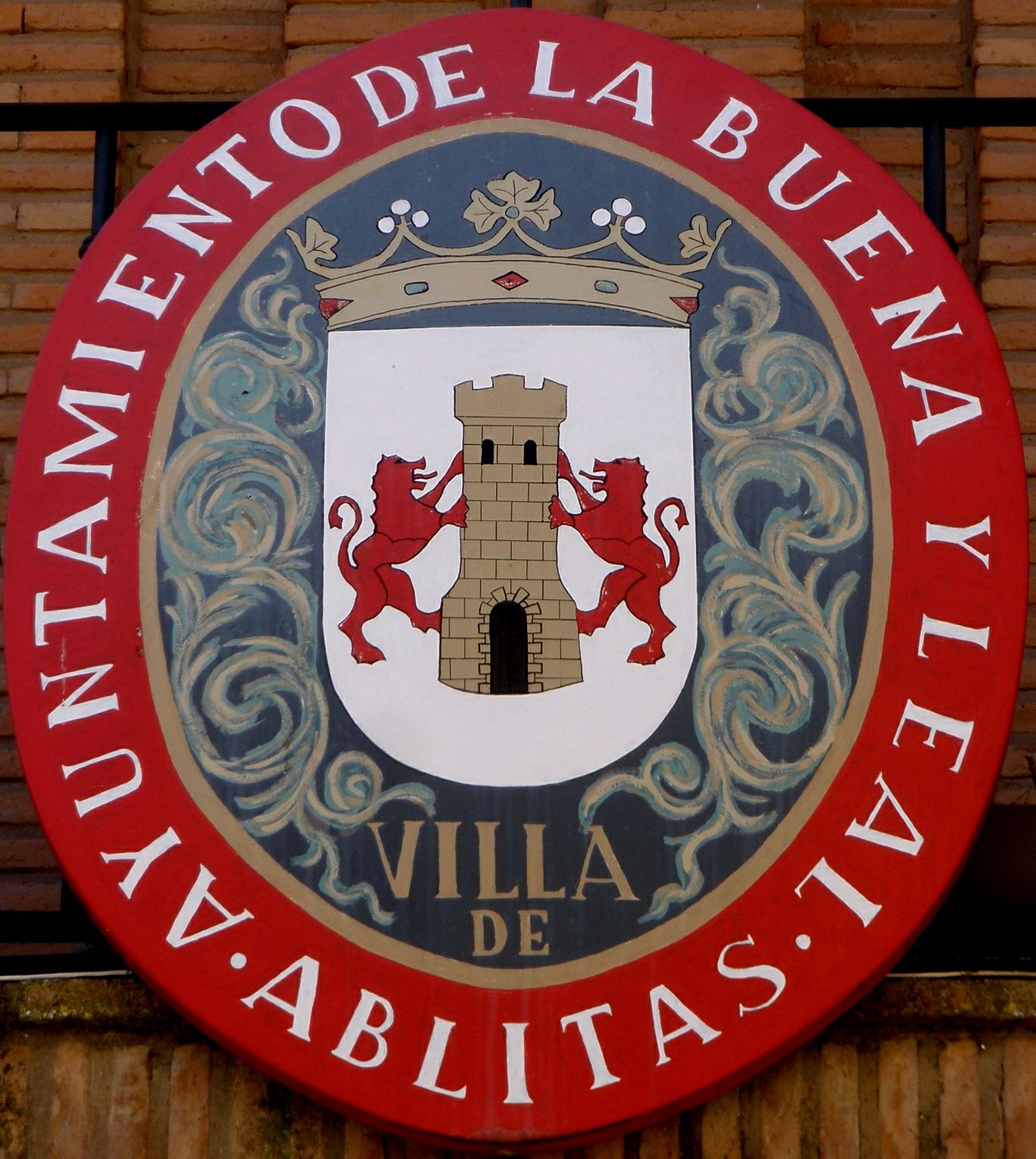
Escudo de Ablitas, en la casa de la Villa

El escudo de armas de la villa de Ablitas tiene el siguiente blasón:

Trae de plata y un castillo de oro, almenado de tres almenas y adjurado en su color natural, sumado de dos leones de gules rampantes y tenantes y una corona abierta por timbre. Ofrece 
la anomalía de figurar metal sobre metal, que contraviene las leyes de la Heráldica.

Con los mismos colores y metales está pintado en las vidrieras del Palacio de Navarra.

## Toponimia
El nombre de Ablitas aparece en documentos del siglo XII alternado con Oblitas que va cediendo presencia hasta que a partir del siglo XIII se impone la forma Ablitas. El topónimo proviene de un antropónimo o nombre personal, en este caso del latino Obilius al cual se le añade el prefijo de propiedad "-itu / -itai" pudiendo haberse dado la evolución siguiente Obilita > Oblita > Oblitas > Ablitas, con la "s" añadida por influencia del mozárabe. El significado sería la "propiedad de Obilius".

La palabra Ablitas también puede tener estos orígenes:

- Puede ser una mezcla entre la palabra latina alba ('blanca') y la griega lithos ('piedra') juntándose y mediante evolución llegando a formar la palabra Ablitas.

- Otra posibilidad puede obtener su origen en el vasco ya que se tiene referencias que este pueblo o lugar más antiguamente, era llamado por gente Obitas u Oblitas, este último término aun siendo utilizado por escritores vascos hace unos años. Esa palabra está formada por las raíces vascas obi ('hoyo'), iri' o ili en un euskera más clásico ('de agua'), ta de eta ('y') aitz ('piedra alta') significando algo así como hoyos de agua y piedras altas, encajando con la descripción de Ablitas, situada en la ladera del Montecillo, formado por grandes piedras y rodeado por unas lagunas superficiales.

## Geografía

Término municipal de Ablitas

La localidad de Ablitas se encuentra situada al sur de la Comunidad Foral de Navarra, dentro de la Ribera de Navarra y a una altitud de 387 m s. n. m. Su término municipal tiene una superficie de 77,48 km² y limita al norte con el municipio de Tudela, Al Nordeste con los de Fontellas, Ribaforada y Cortes, al sur con los de Mallén, Borja y Tarazona todos ellos en la provincia de Zaragoza y la comunidad autónoma de Aragón y al oeste con Barillas y Cascante.

### Relieve e hidrología
Desde el punto de vista geomorfológico se puede dividir en dos partes. En el Noroeste dominan los aluviones cuaternarios de Las terrazas del Queiles y de los glacis de erosión; aquí están la balsa de Valpertuna y la laguna de Lor, donde se ubica el Puerto de Ablitas. En el resto, el terreno es topográficamente más accidentado, sobre todo en la banda miocénica de yesos con nódulos de sílex y un poco menos en los afloramientos limo-arcillosos con intercalaciones de estratos calcáreos del mismo periodo geológico, que se prolonga por el Este, desde El Mojón (433 m s. n. m.) hasta Monterrey (375 m s. n. m.).

### Clima
El clima es de tipo mediterráneo continental: fuertes oscilaciones térmicas, temperatura media anual de unos 14 °C, lluvias escasas (350-400 mm, en unos 60 días) e irregulares, aridez (unos 750 mm de evapotranspiración potencial), sobre todo en verano.
Destruido de modo casi total, el paisaje vegetal originario, no quedan otros bosques que los pinares de repoblación.

## Historia

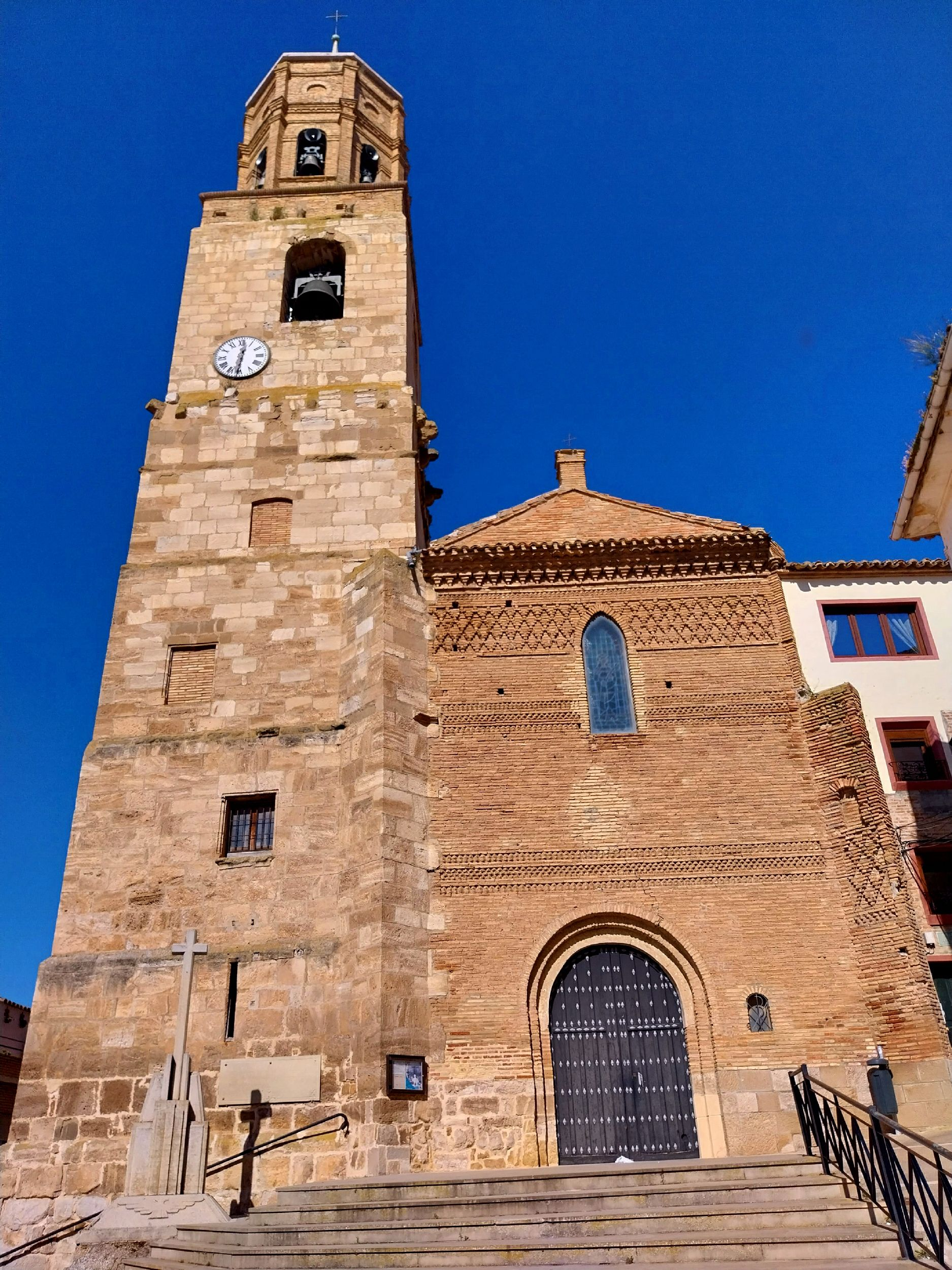
La iglesia de Santa María Magdalena

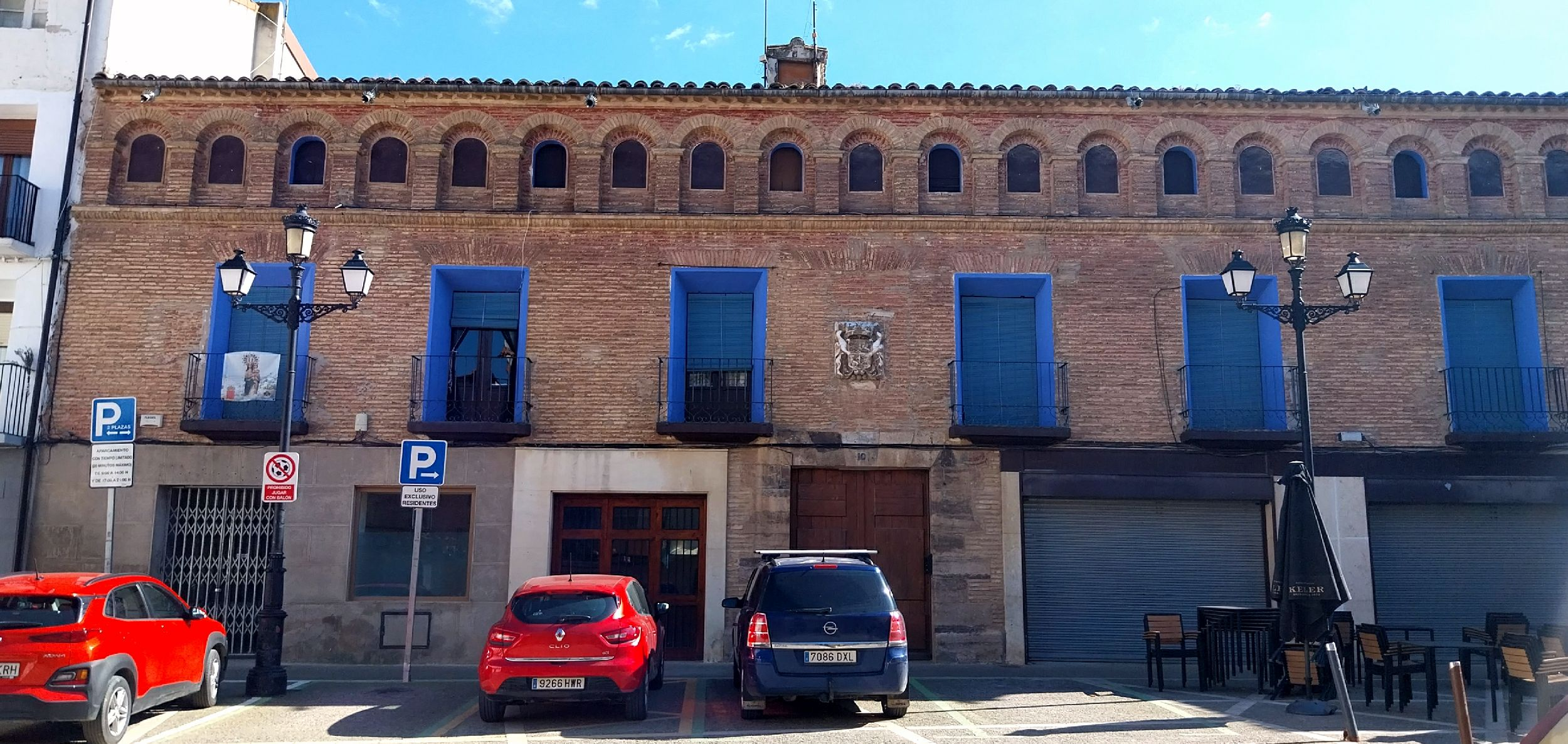
Casa-palacio de los Condes de Ablitas, en la plaza Fueros

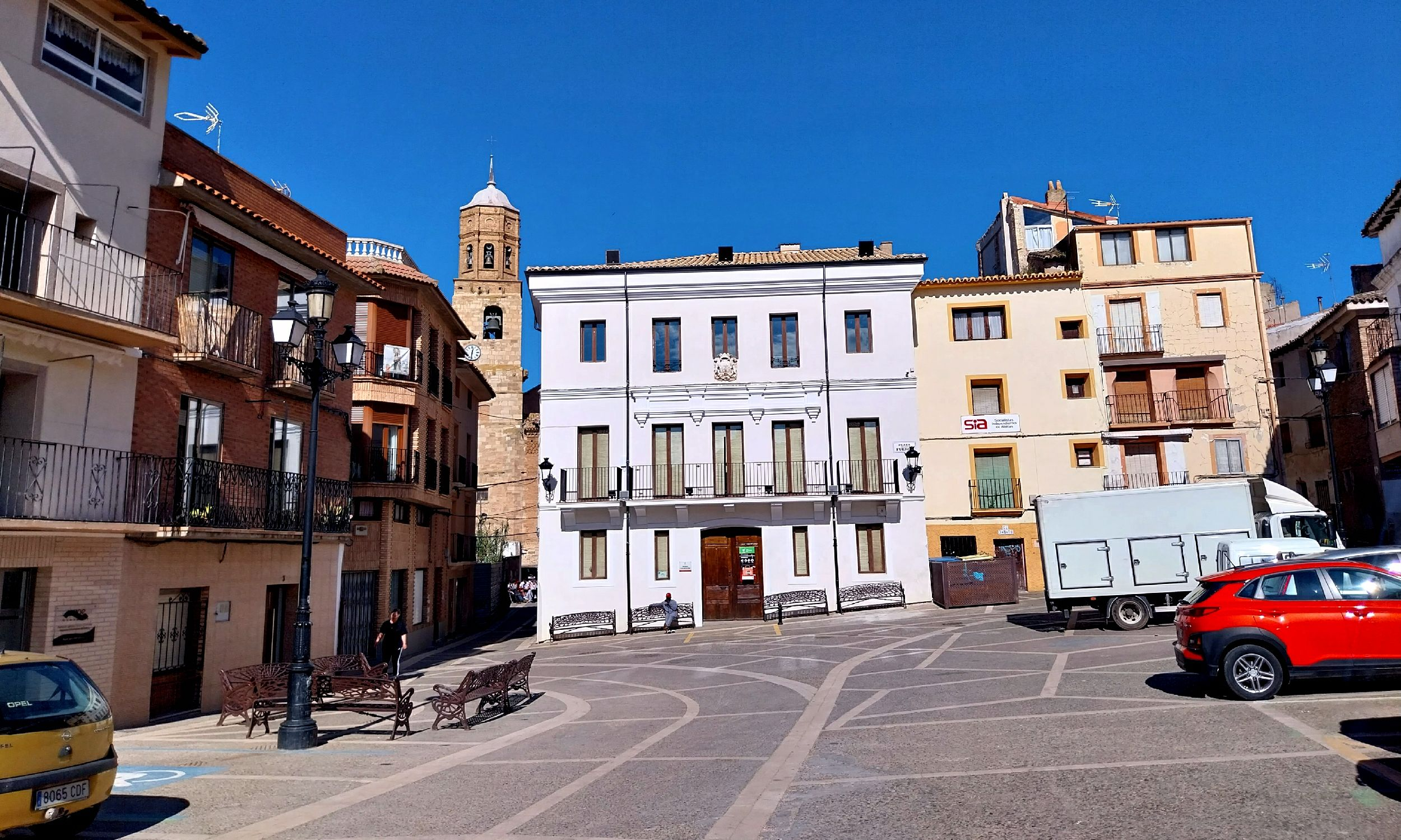
La plaza Fueros, con la antigua Casa de la Villa

Está documentado como núcleo habitado inmediatamente después de la reconquista de Tudela (1119), a cuyo fuero y jurisdicción fue adscrito por Alfonso I el Batallador. El mismo monarca puso la mezquita bajo la dependencia de Santa María de Tudela (1121), pero en el lugar subsistió una nutrida comunidad musulmana.
También debió de permanecer una minoría de origen judío. Tras una penetración aragonesa (1137), a la que respondió pronto García Ramírez el Restaurador con una contraofensiva en este nuevo sector de la frontera del reino pamplonés, la villa y el castillo estuvieron encomendados durante veinte años a Gonzalo de Azagra, «tenente» también en Tudela.
Quedó luego directamente vinculada al patrimonio de la corona. En tiempos posteriores conservó su importancia de plaza fronteriza. Sufrió el asalto de grupos aragoneses incontrolados (1350-1352).
Carlos III de Navarra otorgó (31 de enero de 1405) el señorío hereditario de la villa y su término al mariscal Martín Enríquez de Lacarra. El régimen señorial fue confirmado por Juan II (1439), el cual atribuyó también a sus titulares la jurisdicción baja y mediana (1450). La población, a la que el mismo soberano rebajó en su cuarta parte su contribución en concepto de cuarteles (1454), quedó así vinculada secularmente al linaje de Los Lacarra; estos iban a asumir incluso la jurisdicción criminal en primera instancia (1638), pocos años antes de que el señorío fuera instituido en condado (1652) con derechos de nombramiento de alcalde y dos regidores.
El concejo local, que mucho tiempo atrás había tratado de participar en la marcha del reino y había sido castigado (1300) por integrarse a Las juntas formadas frente al soberano francés Felipe el Hermoso, está documentado por lo menos desde mediados del siglo XV.
No se conocen los destinos de la floreciente aljama de moros, a la que habían tratado de incorporarse (1304) sus correligionarios de Ribaforada y que en el siglo XIV agrupaba más de la mitad de los hogares de la villa.
El término poseía canteras de alabastro que se explotaron para labrar capiteles del castillo de Tudela (1391-1394) e imágenes de los reyes destinadas al palacio de Olite (1413).
Con cargo a Las pechas de la villa había fundado Enrique I(1271) en el monasterio femenino de Santa María de la Caridad de Tulebras una capellanía perpetua, confirmada por Carlos III (1388); la citada donación del señorío a los Lacarra privó de este beneficio a las monjas, las cuales lograron finalmente que la princesa Leonor renovara la dotación (1477) con cargo a los derechos que todavía corresponderían a la corona en concepto de cuarteles e imposición.
Al acabar el siglo XVIII la gobernaban dos regidores y un alcalde que designaba el conde (entonces la condesa de Montijo).
A comienzos del siglo XIX, se recogía en el lugar trigo, cebada, uva, cáñamo, y aceite; había pastos para ganado lanar y canteras de alabastro y yeso. Mediada la centuria, su tierra de cultivo se estimaba en 7000 robos, algo menos que la que se debía cultivar a comienzos de siglo.
Durante la Guerra Civil comenzó a utilizarse la base aérea, utilizada actualmente por el Ejército del Aire.

### Centro hospitalario
Ablitas poseyó un hospital, fundado en el año 1300 por acuerdo del ayuntamiento. El sostenimiento de los enfermos y gastos de conservación del edificio corrían a cargo del Hospitalario, que conseguía los fondos gracias a Las limosnas de los vecinos.
En 1767 el Real Consejo de Navarra ordenó que la colecta fuera realizada par dos regidores los días festivos. En 1896 fue declarado municipal y en 1910 se encargó en custodia a Las Religiosas de la Consolación.

## Demografía
Ablitas cuenta con una población de 2669 habitantes (INE 2024).
| Gráfica de evolución demográfica de Ablitas entre 1842 y 2021                                                       |
| |
| Población de derecho según los censos de población del INE Población de hecho según los censos de población del INE |

## Economía
La propiedad comunal ocupa 3400 ha (45,1 % de la superficie cerrada), de las que 2234 son de cultivo en secano, 990 de pastos y 14 de viñedos.
El regadío es fundamentalmente extensivo y ocupa el 43 % (2 ha son comunales) de los terrenos de cultivo; nota distintiva es el alto porcentaje (42,5 %) que en él ocupan los cultivos leñosos, vid y oliva sobre todo. La primera acapara más de 600 ha (poco menos que hace unos años), el segundo unas 400 (445 en 1961) y la combinación de ambos abarcaba 45 ha en 1982; habían sido 80 en 1970 y nada menos que 118 en 1891.
Sumando la vid de secano y regadío había en este año, poco antes de la filoxera, 296 ha de viñedo puro y 118 de viña-olivar, lo que quiere decir que es muy superior el viñedo hoy que entonces.
En los secanos, cultivados en sistema de año y vez, domina ampliamente el cereal, la cebada más que el trigo. A lo largo del siglo XX aumentó considerablemente la superficie calificada de tierra de labor de secano: 1316 ha en l891, 1706 en 1906, 2131 en 1935, 2490 en 1950 y 3200 en 1961; poco más o menos igual que hay en la década de 1990.
En paralelo al retroceso de la vid y el olivo, en los últimos años se ha registrado un aumento proporcional de la superficie dedicada al almendro y al espárrago, que en el periodo 1981-84 lo hizo en un 28,5 % y en un 37,6 % respectivamente.
El 5 de marzo de 1952 se fundó la Bodega Cooperativa Nuestra Señora del Rosario. que tiene como sección un Trujal Cooperativo.
En 1935 había en Ablitas 21 cabezas de ganado caballar de labor, 193 de mular y 295 de asnal. La mecanización de la agricultura ha sido responsable de su casi total desaparición.
Recientemente se ha llevado a cabo la Concentración Parcelaria de Ablitas, declarada de utilidad pública por Decreto Foral 197/2002, de 9 de septiembre.
Por Resolución 1724/2007, de 9 de noviembre del director general de Desarrollo Rural, fue aprobado el Acuerdo de Concentración Parcelaria de dicha zona: La modernización del regadío tradicional de 1616 hectáreas, con un presupuesto de 14,7 millones de euros, de los que el Gobierno de Navarra ha sufragado 13,9 millones, y los 795 000 euros restantes han sido aportados por la Comunidad de Regantes de Ablitas, y la concentración parcelaria en el área de secano de 4200 hectáreas, con un presupuesto de 5,4 millones sufragados por el Gobierno de Navarra. Igualmente se han transformado en regadío 265 has de comunal. Los nuevos lotes de regadío comunales tienen una extensión aproximada de 5 has.

## Administración y política

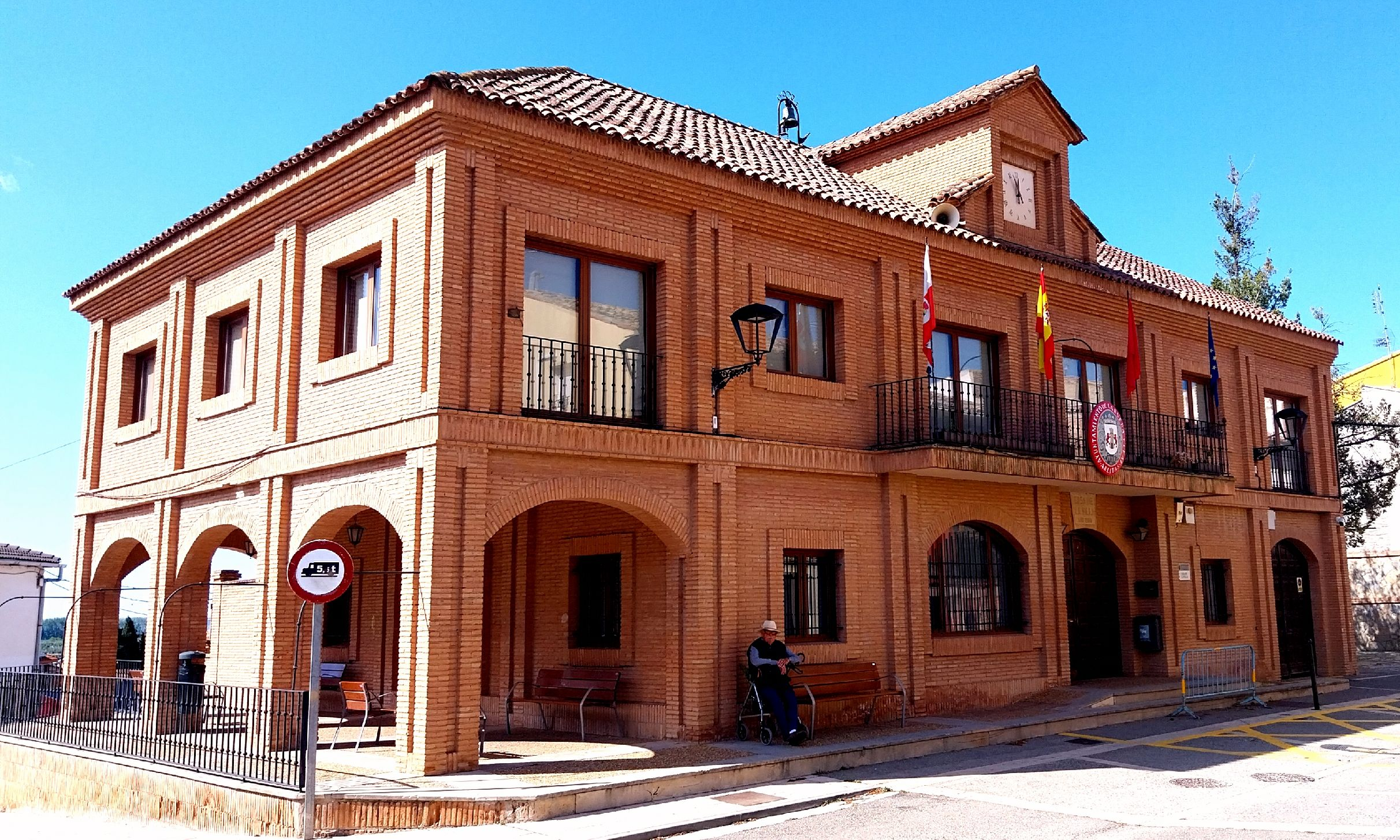
Casa de la Villa, sede del Ayuntamiento de Ablitas, erigida en 1988

Existen once comisiones formadas por un miembro de cada uno de los partidos del Ayuntamiento.
| Periodo   | Nombre                  | Partido | Partido                                     |
| --------- | ----------------------- | ------- | ------------------------------------------- |
| 1979-1981 | José Arriazu            |         | Unión de Centro Democrático (UCD)           |
| 1981-1983 | Alberto Alegría         |         | Unión de Centro Democrático (UCD)           |
| 1983-1987 | Leocadio Escribano      |         | Partido Socialista de Navarra (PSN-PSOE)    |
| 1987-1991 | Ángel Vidal             |         | Centro Democrático y Social (CDS)           |
| 1991-1995 | Miguel Serrano          |         | Partido Socialista de Navarra (PSN-PSOE)    |
| 1995-1999 | Luis María Sada         |         | Unión del Pueblo Navarro (UPN)              |
| 1999-2003 | Inma Pinilla            |         | Partido Socialista de Navarra (PSN-PSOE)    |
| 2003-2011 | Luis María Sada         |         | Unión del Pueblo Navarro (UPN)              |
| 2011-2019 | Cecilio Antón           |         | Socialistas Independientes de Ablitas (SIA) |
| 2019-2023 | Carmelo Arriazu Serrano |         | Navarra Suma (NA+)                          |
| 2023-act. | Carlos Bonel Soto       |         | Unión del Pueblo Navarro (UPN)              |

| Partido político                            | 2019               | 2019               | 2015  | 2015       | 2011  | 2011       | 2007  | 2007       | 2003  | 2003       | 1999  | 1999       | 1995  | 1995       |
| Partido político                            | %                  | Concejales         | %     | Concejales | %     | Concejales | %     | Concejales | %     | Concejales | %     | Concejales | %     | Concejales |
| Navarra Suma (NA+)                          | 53,24              | 6                  | —     | —          | —     | —          | —     | —          | —     | —          | —     | —          | —     | —          |
| Partido Socialista de Navarra (PSN-PSOE)    | 44,63              | 5                  | —     | —          | 6,66  | 0          | 32,96 | 4          | 24,09 | 3          | 42,46 | 5          | 35,83 | 4          |
| Unión del Pueblo Navarro (UPN)              | Navarra Suma (NA+) | Navarra Suma (NA+) | 32,03 | 3          | 40,85 | 5          | 50,00 | 6          | 52,38 | 6          | 39,45 | 4          | 38,49 | 5          |
| Partido Popular (PP)                        | Navarra Suma (NA+) | Navarra Suma (NA+) | 1,26  | 0          | —     | —          | —     | —          | —     | —          | —     | —          | —     | —          |
| Socialistas Independientes de Ablitas (SIA) | —                  | —                  | 64,69 | 8          | 41,33 | 6          | —     | —          | —     | —          | —     | —          | —     | —          |
| Izquierda-Ezkerra (I-E)                     | —                  | —                  | —     | —          | 6,01  | 0          | 14,08 | 1          | 21,17 | 2          | 16,45 | 2          | 11,41 | 1          |
| Derecha Navarra y Española (DNE)            | —                  | —                  | —     | —          | 1,66  | 0          | —     | —          | —     | —          | —     | —          | —     | —          |
| Grupo por la Armonía y la Convivencia (GAC) | —                  | —                  | —     | —          | —     | —          | 0,00  | 0          | —     | —          | —     | —          | —     | —          |
| Agrupación Independiente Torcas de Barilla  | —                  | —                  | —     | —          | —     | —          | 0,00  | 0          | —     | —          | —     | —          | —     | —          |
| Convergencia de Demócratas de Navarra (CDN) | —                  | —                  | —     | —          | —     | —          | —     | —          | —     | —          | —     | —          | 12,28 | 1          |

## Cultura

### Patrimonio
- Iglesia de Santa María Magdalena

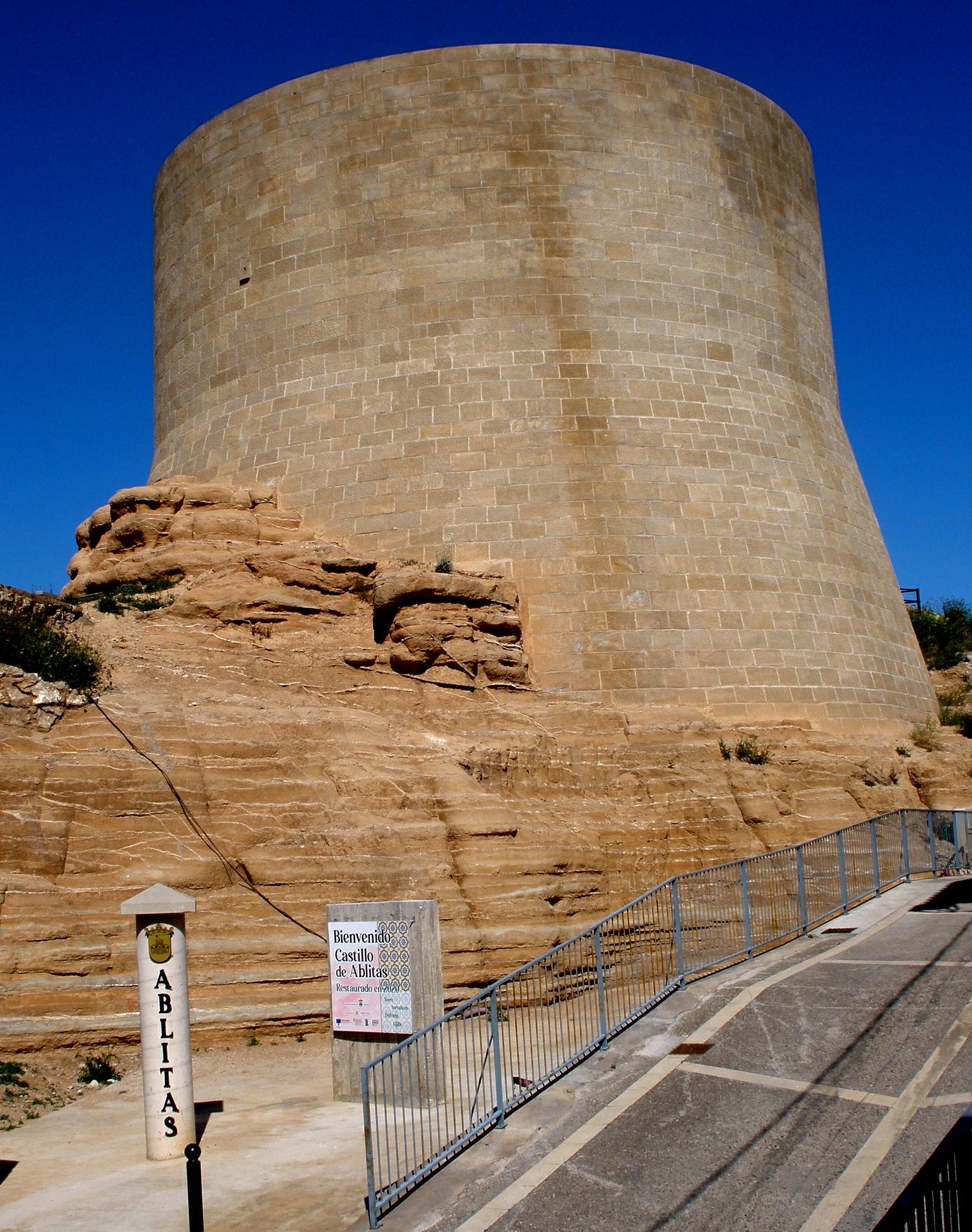
El castillo de Ablitas, restaurado en 2020

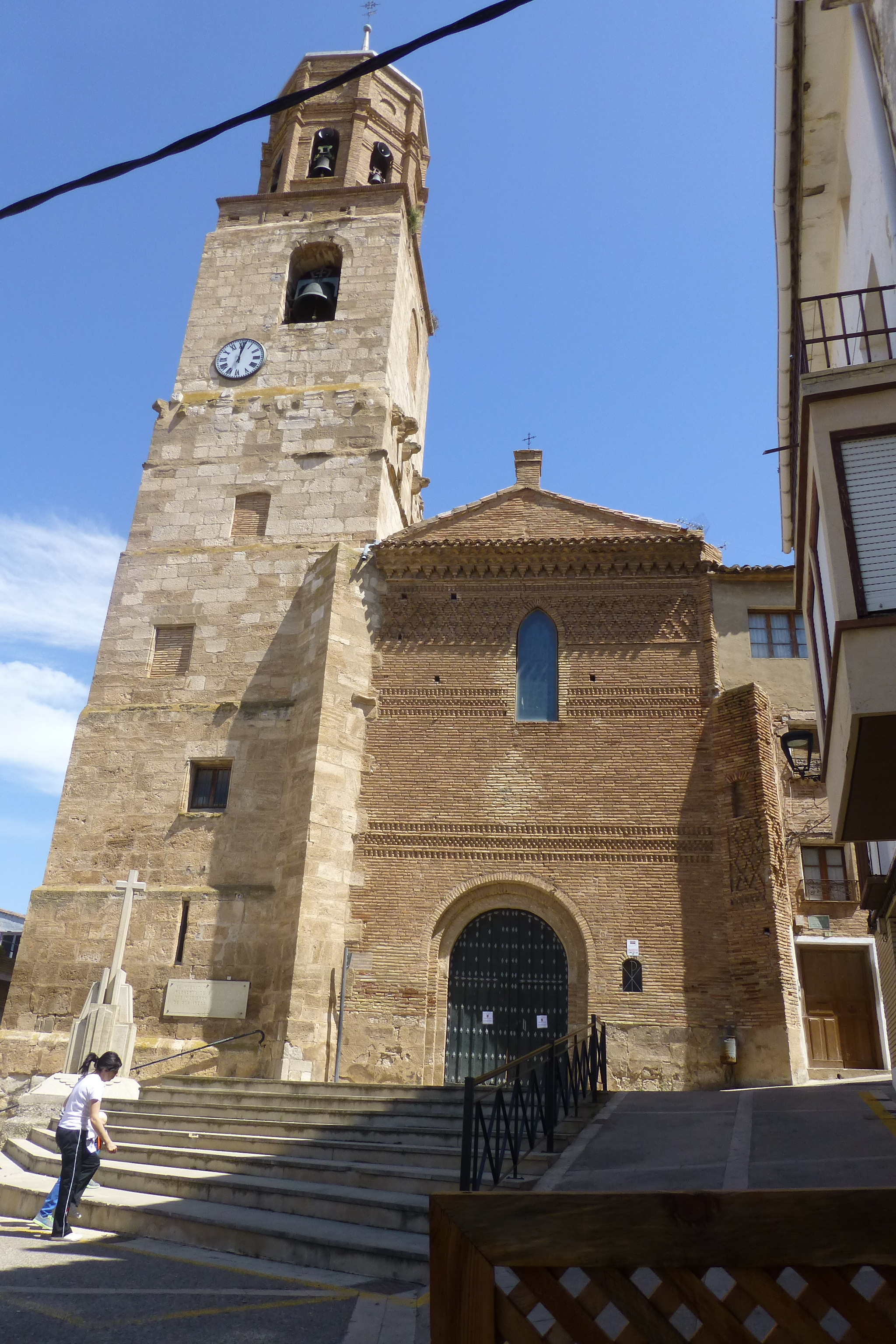
Iglesia de Santa María Magdalena

- Castillo de Ablitas, de la antigua fortaleza construida entre los siglo XIII y XIV (según la tipología de construcción de la torre del homenaje) solo quedan algunos restos. Destaca la torre del homenaje, restaurada en 2020,[7] en cuyo interior hay un curioso recinto abovedado de unos 7 metros de diámetro soportado por un gran columna central, este recinto sirvió de aljibe de la fortaleza, construcción de estilo gótico. Sobre el aljibe debieron de existir otras dos plantas, estas ya de habitación, dando como resultado una torre de unos 17 o 20 metros de altura.

Excavadas en la roca existen, bien conservadas, una serie de galerías subterráneas. Los primeros testimonios escritos sobre el castillo datan de 1119, poco después de la conquista a los musulmanes de la villa, en un documento de Alfonso I el Batallador, aunque popularmente se ha mantenido que el castillo fue construido por los musulmanes en el siglo X. Fue declarado Bien de Interés Cultural en la categoría de Monumento el 25 de junio de 1985.

### Tradiciones
Folclore de la Ribera de Navarra, caracterizado por la mezcla de la cultura vasco-navarra y navarro-aragonesa, observándose esto también en su forma de hablar, con expresiones descendientes del antiguo romance navarro, pero con alguna palabra vasca que todavía se emplea en el habla local. 
Danza y música típica de Navarra, siendo relacionadas distintas danzas con el folclore vasconavarro. Su grupo de danzas es llamado Mendianike, nombre sacado de un pequeño río que rodea el monte, siendo esta descripción el significado del nombre Mendianike, procedente del euskera. También existe la comparsa de Gigantes.
La música en el pueblo ha estado siempre muy presente, y podemos encontrar hoy en día la Agrupación Musical, Gaiteros de Ablitas, Txistularis y varias charangas.
El paloteado es una danza que se celebra el día de la Virgen del Rosario en octubre, interpretado por el grupo de danzas mencionado. Es una danza que tiene raíces prerromanas, ya que en las religiones paganas era una forma de despertar a la tierra, así como llamar a su fertilidad.
Otra danza típica de Ablitas es la de El Plego, celebrada en primavera, donde las dantzaris tratarán de quemar un pliego de papel de la cintura de los hombres mientras se baila.
Antiguamente existía un carnaval, donde la gente se disfrazaba de ziputeros, con camisas ya sean vistosas o no, pantalones de campo, cabeza con un trapo o con una boina o txapela, y máscara para evitar ser reconocido.
En San Juan, una tradición que se está perdiendo es acudir a la Laguna de Lor a lanzar piedras para pedir deseos, y antiguamente realizar hogueras.

### Fiestas

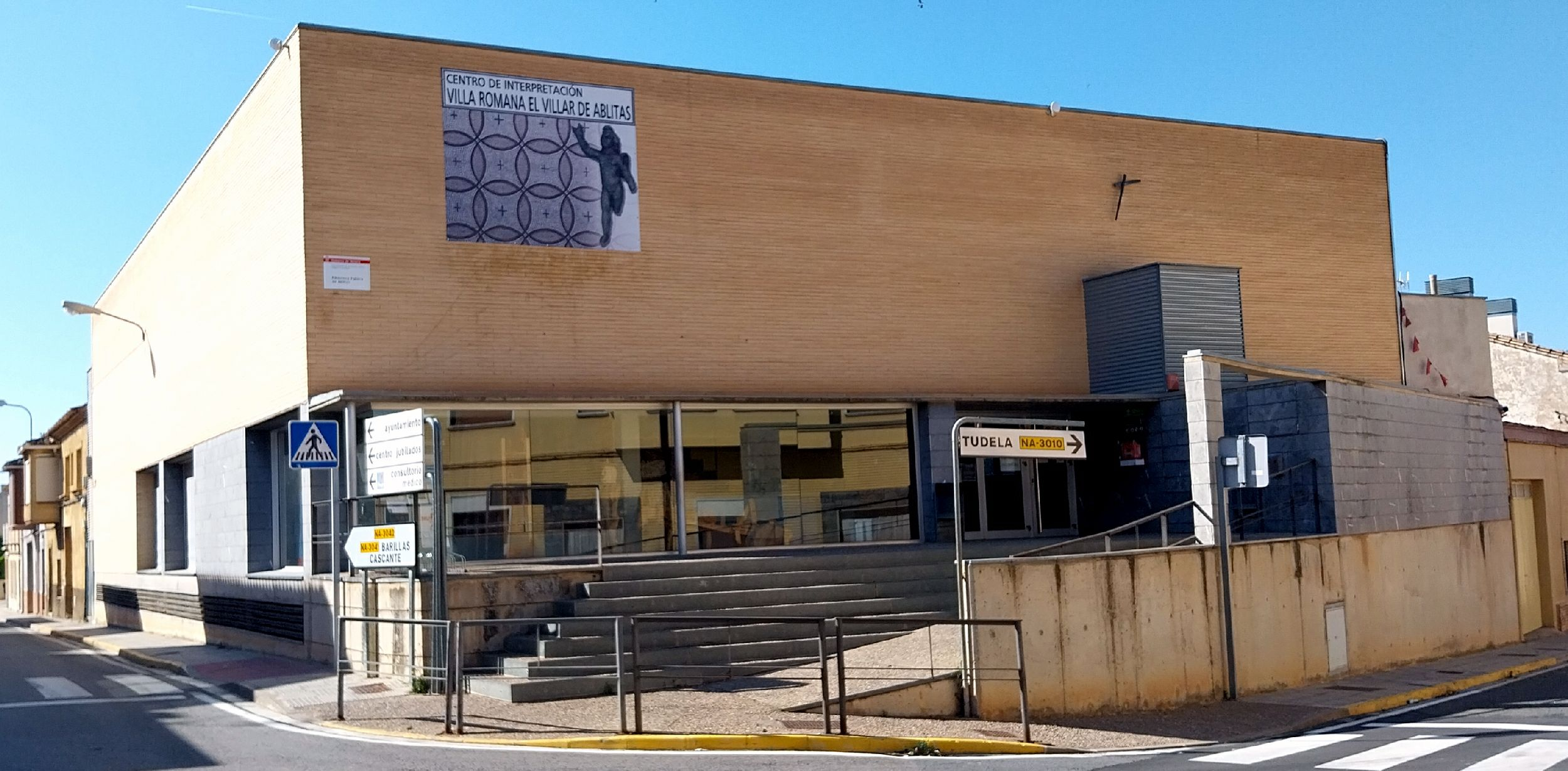
Biblioteca pública de Ablitas (1999)

Las fiestas patronales se celebran desde el primer sábado de septiembre al segundo, en honor de la Virgen del Rosario. En el año 2014 fueron realizadas del 6 al 13 de septiembre por una votación realizada por los habitantes.
En 2016, se ha decidido realizarlas del 3 al 10 de septiembre para que más gente pueda disfrutar ya que no coincide con el comienzo del curso escolar etc.
En pleno verano son las fiestas de la patrona, Santa María Magdalena (22 de julio), conocida por el tradicional lanzamiento de peras desde el balcón del antiguo ayuntamiento.